# Шатле (Ер и Лоар)
Шатле (фр. Châtelets) насеље је и општина у централној Француској у региону Центар (регион), у департману Ер и Лоар која припада префектури Дре.
По подацима из 2011. године у општини је живело 97 становника, а густина насељености је износила 9,78 становника/km². Општина се простире на површини од 9,92 km². Налази се на средњој надморској висини од 180 метара (максималној 202 m, а минималној 163 m).

## Демографија
| 1962. | 1968. | 1975. | 1982. | 1990. | 1999. | 2011. |
| ----- | ----- | ----- | ----- | ----- | ----- | ----- |
| 98    | 122   | 96    | 82    | 111   | 92    | 97    |

График промене броја становника у току последњих година